# 崔银河
崔银河（1962年—），笔名杨速、梦根高勒。文学博士，大连理工大学教授、数字传媒方向博士生导师、中国作家协会会员，中国作家。主要从事网络与新媒体广告传播研究、数字媒体研究、网络与新媒体电商运营研究及文学创作。

## 作品
出版长篇小说《一觉醒来是早晨》、《农民儿子上大学》、《高校五部曲》等，发表中篇小说《组织部借来一个人》、《悠悠大蓬车》、《小站并不寂寞》等。出版学术著作《中国文化与广告》、《广告策划与创意》、《广告哲学》、《大众传媒与文化》等。发表学术论文《奴隶文化与奴隶道德是国民奴隶性的根源》、《两党博弈媒体 媒体倾力助阵——2012美国总统大选冲刺阶段各类媒体评析》、《魏晋唐酒广告诗研究》、《鲁迅与广告》、《世界上最早的广告应在我国古代社会》、《国民灵魂的示众》等。